# أرنولد جي. كلوج
أرنولد جي. كلوج (بالإنجليزية: Arnold G. Kluge)‏ هو عالم حيوانات أمريكي، ولد في 1935.